# Ordine del Sangue
L'Ordine del Sangue (Blutorden), ufficialmente Medaglia commemorativa del 9 novembre 1923, fu una delle decorazioni più prestigiose del Partito nazista.

## Storia

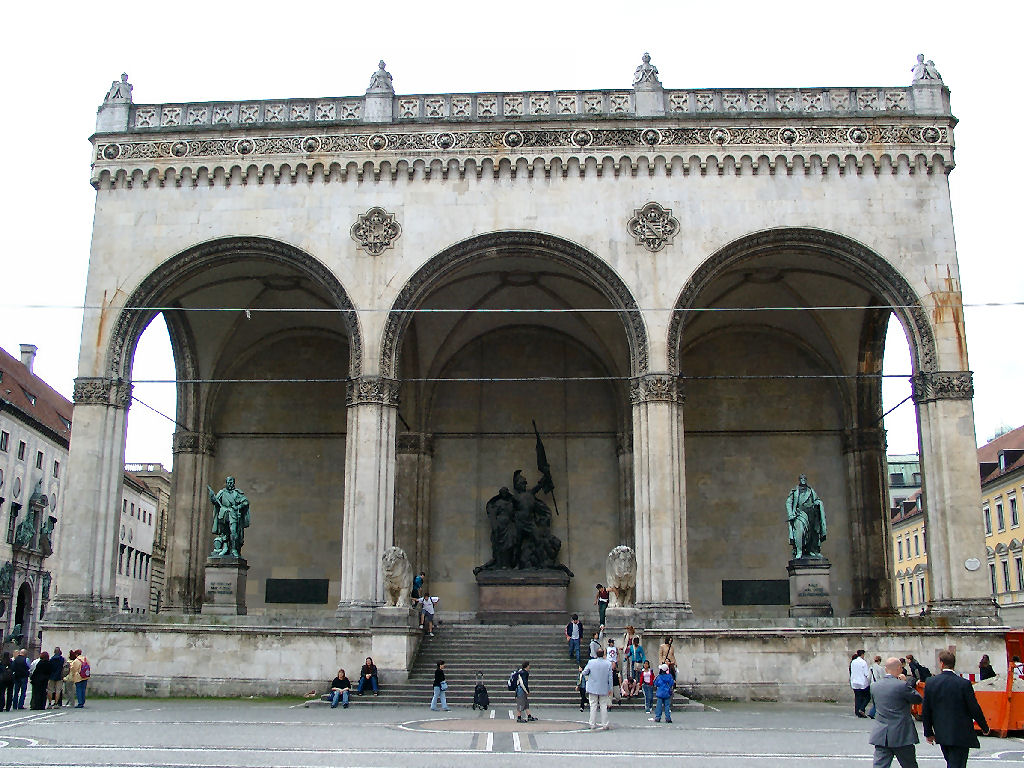
La Feldherrnhalle di Monaco

Istituita nel marzo del 1934, questa decorazione venne concessa ai partecipanti al putsch di Monaco. Tutte le medaglie erano numerate e concesse solo dietro dimostrazione.
Nel maggio del 1938 l'onorificenza venne estesa a quanti si fossero dimostrati particolarmente benemerenti verso il Partito nazista e avessero potuto vantare una carriera in esso prima del 1933. Essa poteva essere concessa anche a discrezione di Hitler, ma per tutti vi era l'obbligo che se l'insignito avesse voluto abbandonare il partito, la decorazione sarebbe dovuta ritornare al partito stesso.
Solo due donne ricevettero questa onorificenza ed alla fine del 1945 il numero delle concessioni di questa medaglia era di circa 6.000 pezzi.

## Insegne
La medaglia era costituita da un disco d'argento riportante sul diritto un'aquila di profilo che tiene tra le zampe una ghirlanda d'alloro nella quale è inscritta la data "9 nov." e al suo fianco sta la scritta "München 1923-1933". Sul retro la medaglia portava raffigurata la Feldherrnhalle di Monaco e la scritta "UND IHR HABT DOCH GESIEGT" ("E nonostante tutto, avete vinto")
Il nastro era rosso con una piccola striscia bianca ed una piccola striscia nera per parte.